# Луцкий ботанический сад
Ботанический сад общегосударственного значения «Волынь» (укр. Ботанічний сад загальнодержавного значення «Волинь»), также известный как Луцкий ботанический сад (укр. Луцький ботані́чний сад), — ботанический сад общегосударственного значения в Украине, расположенный в городе Луцк. Он делится на два участка: первый располагается на правом берегу реки Стыр вдоль реки Сапалаевка (10 га), а второй — на левобережье реки Стыр (новый участок, 10 га). Общая площадь ботанического сада составляет 20 га. Он находится в ведении Волынского национального университета имени Леси Украинки.
Растительность ботанического сада относятся к трем отделам и родам растений: хвощовым, голосеменным и цветковым. На его территории представлены 23 семейства и 51 род, из которых преобладают цветковые растения (60 видов), из них 55 относятся к двудольным.

## История
Территорию вдоль реки Сапалаевка на месте нынешнего ботанического сада с 1934 года польским правительством планировалось обустроить под зону отдыха. После Второй мировой войны там был разбит парк, названный в честь советского военного и политического деятеля Климента Ворошилова. В 1950-х годах один из склонов парка был отдан под сооружение Луцкой детской железной дороги.
Ботанический сад на территории парка был создан в 1977 году. Современный статус памятника природы общегосударственного значения он получил в 1983 году. После распада СССР ботанический сад стал приходить в упадок из-за отсутствия ухода за ним. В 2001 году сотрудники Ботанического сада Национальной академии наук Украины обследовали сад и сделали вывод, что он не подпадает под категорию ботанических садов по причине своей запущенности. Волынский университет начал искать другую территорию под ботанический сад, в итоге в 2004 году был выделен и утверждён новый дополнительный участок на улице Потебни (площадью 10 га) на левой надпойменной террасе реки Стыр.
В результате, ботанический сад «Волынь» ныне состоит из двух одинаковых по площади участков в разных частях города. В 2010 году специалисты факультета ландшафтной архитектуры и экологического планирования Высшей технической школы Восточная Вестфалия-Липпе из Германии разработали с учёными Волынского университета новый проект ботанического сада. Его планировалось реализовать в течение четырёх лет. Тогда же и возникло обобщающее название «Ботанический сад „Волынь“», под которым в проекте понимался лишь его левобережный участок. Реализация плана была приостановлена из-за финансовых проблем, связанных с конфликтами на востоке Украины. По состоянию на 2020 год уход за ботаническим садом ограничивается периодической уборкой территории и выращиванием растений для дальнейшей высадки.

## Природно-заповедный фонд в составе ботанического сада
В состав территории ботанического сада «Волынь» входит один объект природно-заповедного фонда Украины: ботанический памятник природы местного значения «Платан западный» (правобережный участок возле реки Сапалаевка).

## Культурное значение
На правобережной участке ботанического сада «Волынь» возле реки Сапалаевка расположен неофициальный символ города Луцка — «Луцкий слонёнок», представляющий собой бывший фонтан со скульптурой слона, изначально изображавшей героев басни Крылова «Слон и Моська») и построенный в 1950-х годах. Традиционно эта фигура ежегодно перекрашивается энтузиастами, которые также присматривают за окружающим его участком ботанического сада. В июне 2017 года недействующий уже много лет фонтан был переделан в цветник, а скульптура слона отремонтирована.

## Галерея

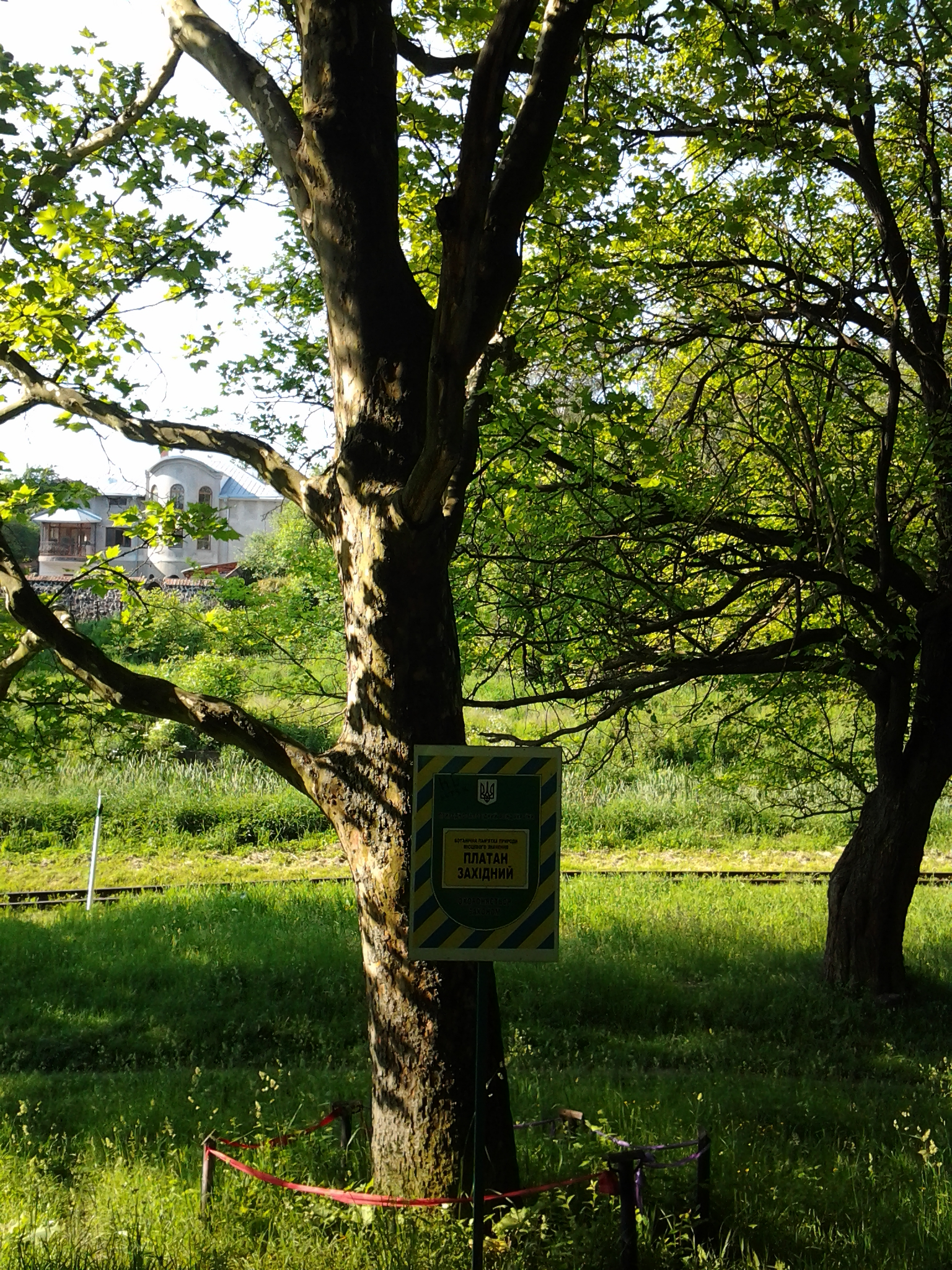
Платан западный
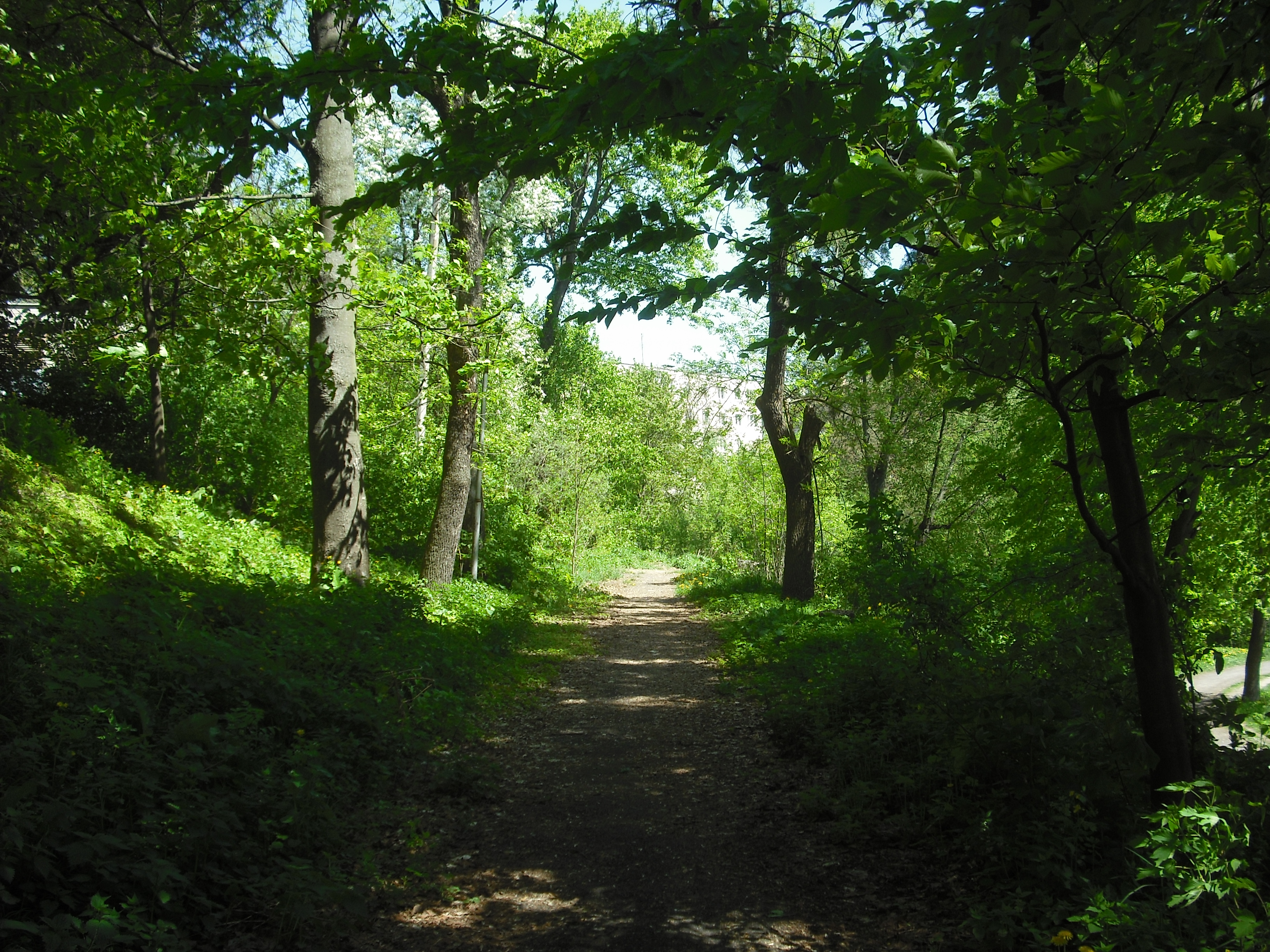
Дорожка на правом берегу Сапалаевки
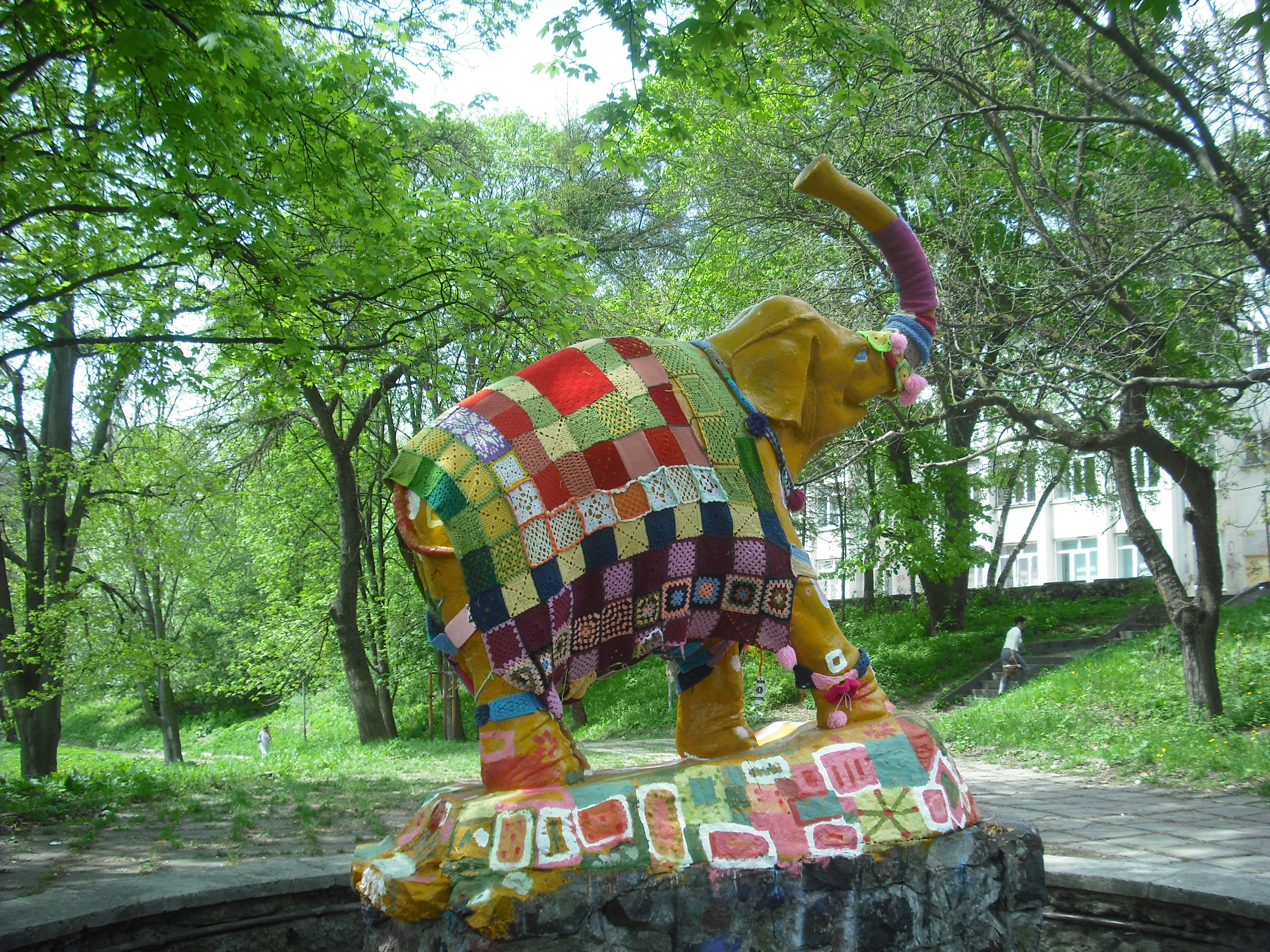
Луцкий слонёнок, 2013 год.
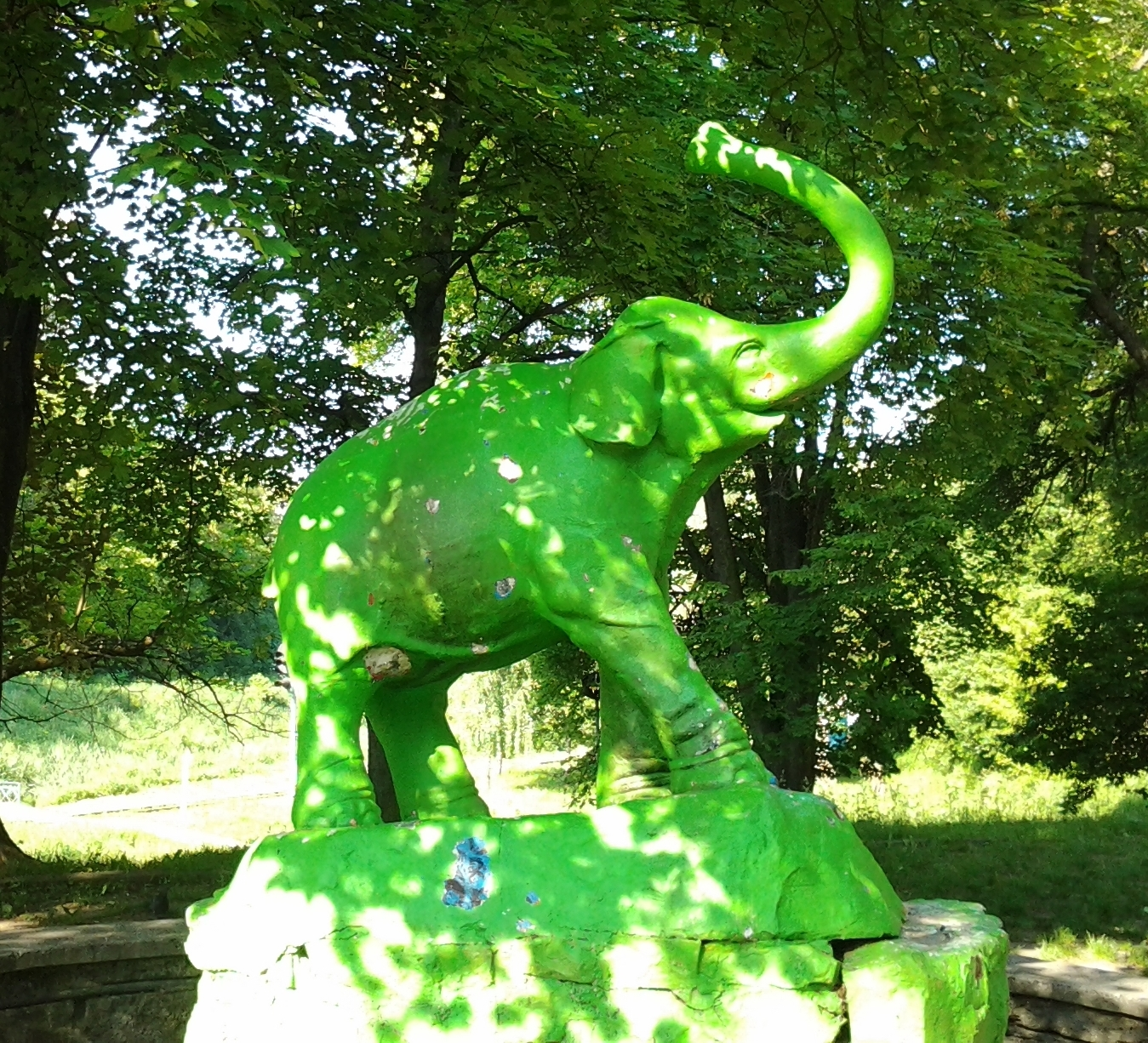
Луцкий слонёнок, 2016 год
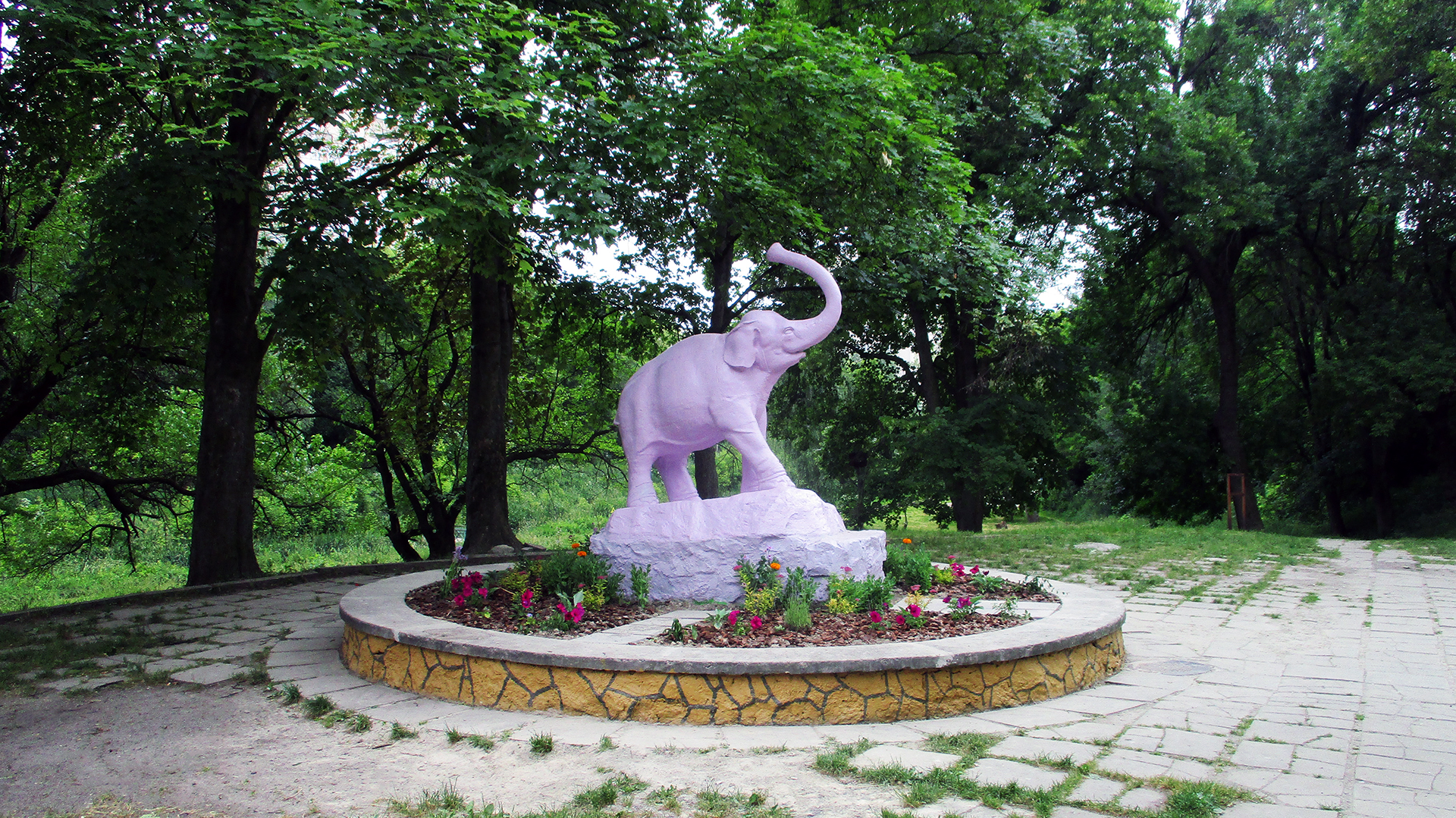
После реконструкции фонтана, 2017 год
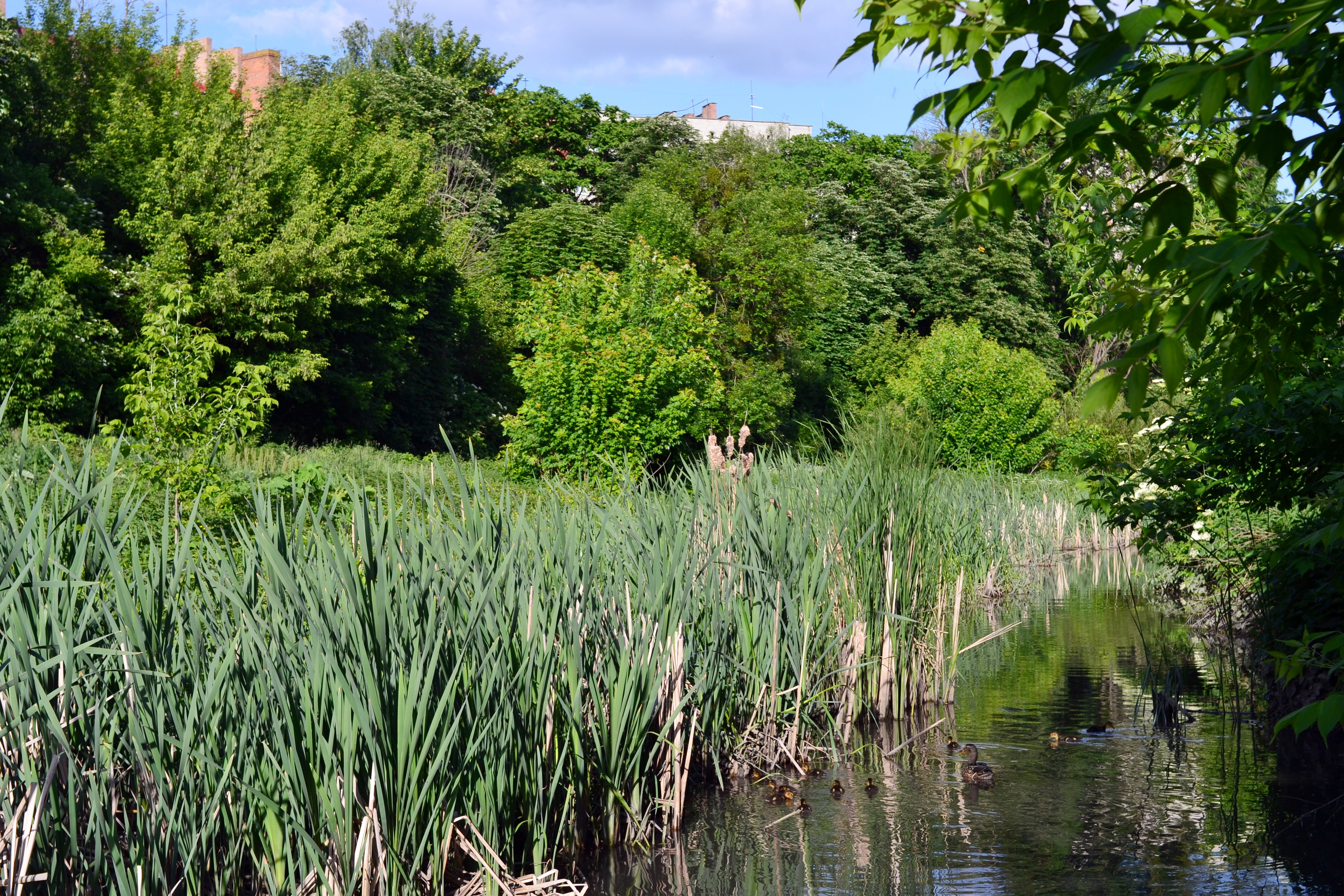
У реки Сапалаевка (вид с мостика)
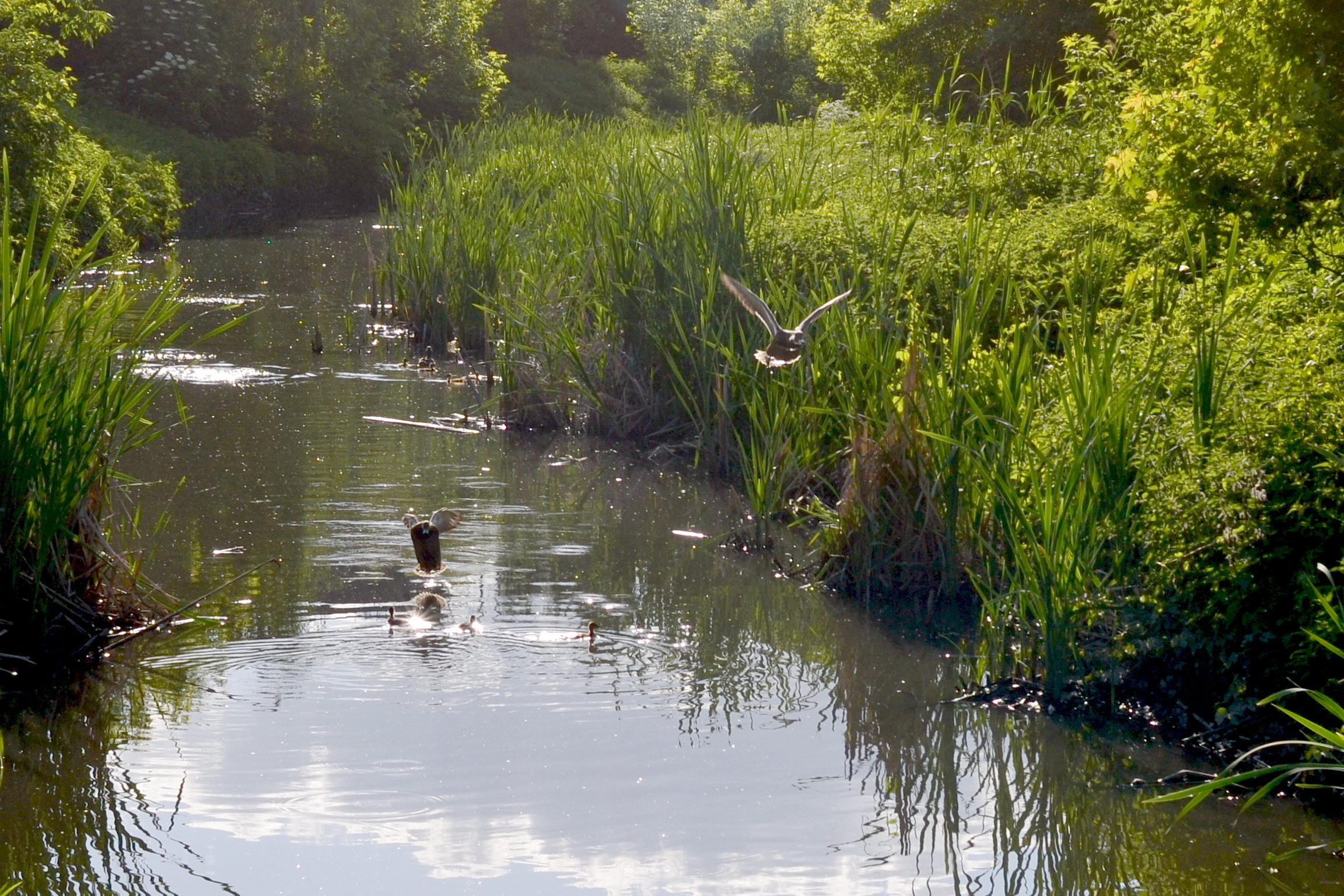
У реки Сапалаевка
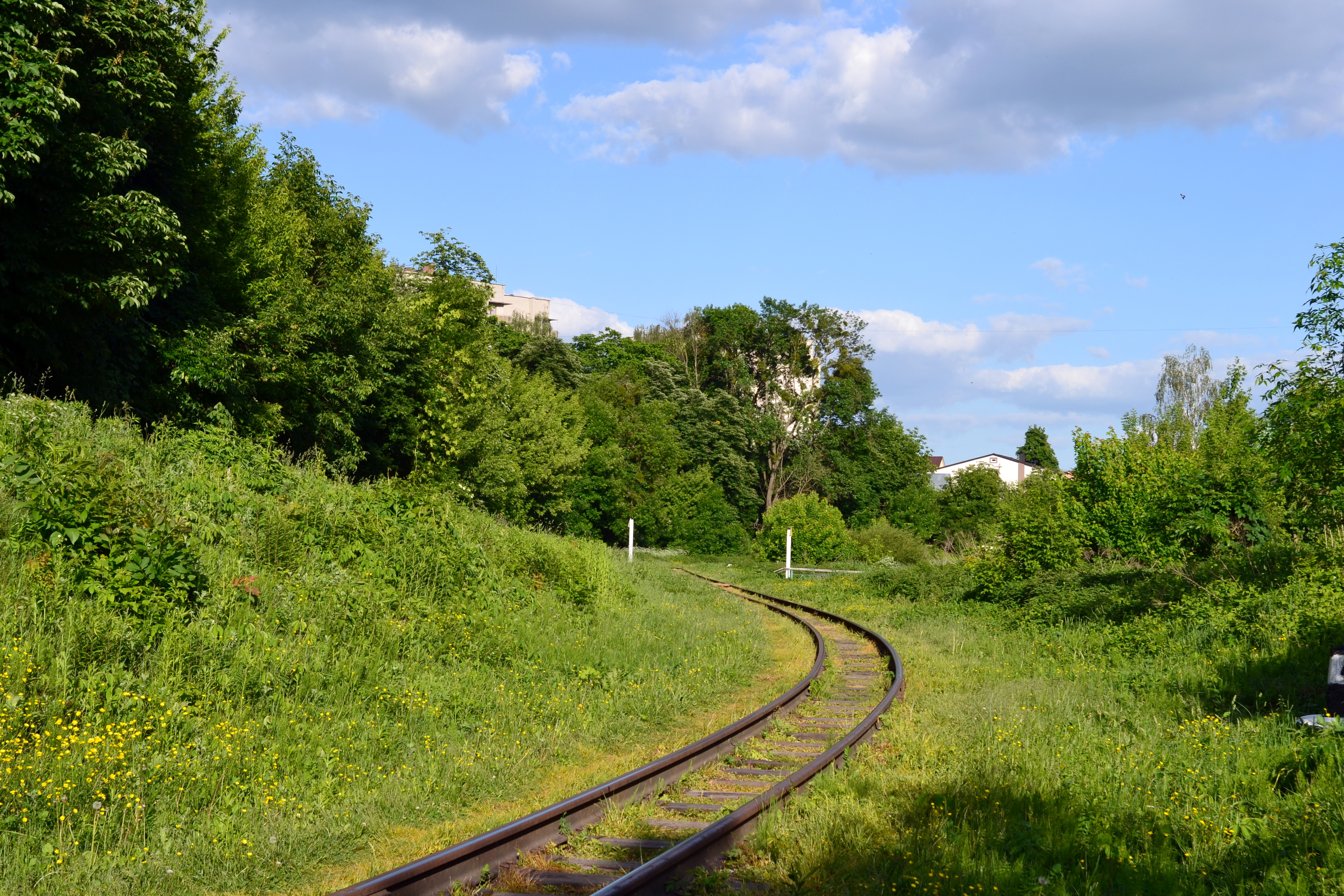
Возле детской железной дороги